# Griptonite Games
Griptonite Games — це американський розробник відеоігор, що знаходиться в Кіркленді. Компанія повністю належить Glu Mobile, але колись була частиною потужного розробника Foundation 9 Entertainment, який належав студії Amaze Entertainment. З 2011 року не було розроблено жодних ігор.

## Історія
У лютому 1994 Steve Ettinger відкрив сіетлівський відділ Realtime Associates. Після п'яти з половиною років розроблення багатьох консольних та портативних ігор, сіетлівський відділ був куплений KnowWonder, Inc у листопаді 1999 року. Декілька співробітників з Realtime продовжили роботу над портативними відеоіграми, які стали ядром того, що потім буде називатися Griptonite Games[первинне джерело]. Griptonite Games була однією із трьох студій, чиє ім'я було придумано, коли KnowWonder, Inc. перейменувала себе в Amaze Entertainment, іншими початковими іменами були KnowWonder та Adrenium Games. Спершу Griptonite сконцентрувалася на платформах Game Boy Color і Game Boy Advance, а в кінцевому випадку — на іграх для Nintendo DS. У 2005 році бренд Griptonite був закритий та всі ігри, що розроблялися цією студією, потрапили під бренд Amaze Entertainment. У 2007 Amaze Entertainment та всі внутрішні студії були викуплені Foundation 9 Entertainment. У 2008 році Foundation 9 відновила бренд Griptonite, щоб виокремити та розпізнати студію у сімействі Foundation 9; хоча назва публічно не використовувалася з 2005, проте у всій ігровій індустрії назва студія Griptonite все ще широко використовувалася. У липні 2009 року консольна студія Amaze Entertainment була об'єднана з Griptonite, даючи студії можливість розробки ігор для всіх платформ у всіх жанрах. J.C. Connors — це теперішній голова компанії, коли Steve Ettinger наглядає за студією у вигляді Studio VP у Foundation 9. 2 серпня 2011 року, Glu Mobile викупила Griptonite Games, а її штат співробітників у 200 чоловік «приблизно подвоює» внутрішній потенціал розвитку компанії Glu.

## Відеоігри
| Назва                                                          | Платформа                                    | Рік випуску |
| -------------------------------------------------------------- | -------------------------------------------- | ----------- |
| Shinobi                                                        | Nintendo 3DS                                 | 2011        |
| Kung Fu Panda 2                                                | PlayStation 3 / Xbox 360 / Wii               | 2011        |
| Marvel Super Hero Squad: Comic Combat                          | PlayStation 3 / Xbox 360 / Wii               | 2011        |
| The Penguins of Madagascar: Dr. Blowhole Returns — Again!      | PlayStation 3 / Xbox 360 / Wii / Nintendo DS | 2011        |
| Captain America: Super Soldier                                 | Nintendo DS                                  | 2011        |
| Green Lantern: Rise of the Manhunters                          | Wii / Nintendo DS / Nintendo 3DS             | 2011        |
| The Penguins of Madagascar                                     | Nintendo DS                                  | 2010        |
| Marvel Super Hero Squad: The Infinity Gauntlet                 | Wii / PlayStation 3 / Xbox 360               | 2010        |
| Ben 10 Ultimate Alien: Cosmic Destruction                      | Nintendo DS                                  | 2010        |
| Spider-Man: Shattered Dimensions                               | Nintendo DS                                  | 2010        |
| Daniel X: The Ultimate Power                                   | Nintendo DS                                  | 2010        |
| Iron Man 2                                                     | Nintendo DS                                  | 2010        |
| Assassin's Creed II: Discovery                                 | Nintendo DS / iOS                            | 2009        |
| Where the Wild Things Are                                      | PlayStation 3 / Xbox 360 / Wii               | 2009        |
| Assassin's Creed: Bloodlines                                   | PlayStation Portable                         | 2009        |
| X-Men Origins: Wolverine                                       | PlayStation Portable / Nintendo DS           | 2009        |
| Age of Empires: Mythologies                                    | Nintendo DS                                  | 2008        |
| Neopets Puzzle Adventure                                       | Nintendo DS                                  | 2008        |
| Ben Stein: It's Trivial                                        | iOS                                          | 2008        |
| Spider-Man: Web of Shadows                                     | Nintendo DS                                  | 2008        |
| Mystery Case Files: MillionHeir                                | Nintendo DS                                  | 2008        |
| Chimps Ahoy!                                                   | iOS                                          | 2008        |
| Disney Friends                                                 | Nintendo DS                                  | 2008        |
| The Simpsons Game                                              | Nintendo DS                                  | 2007        |
| The Legend of Spyro: The Eternal Night                         | Game Boy Advance                             | 2007        |
| Pirates of the Caribbean: At World's End                       | Nintendo DS                                  | 2007        |
| Bionicle Heroes                                                | Nintendo DS, Game Boy Advance                | 2006        |
| Ерагон                                                         | Nintendo DS, Game Boy Advance                | 2006        |
| Lego Star Wars II: The Original Trilogy                        | Nintendo DS, Game Boy Advance                | 2006        |
| Ice Age 2: The Meltdown                                        | Game Boy Advance                             | 2006        |
| Pirates of the Caribbean: Dead Man's Chest                     | Nintendo DS, Game Boy Advance                | 2006        |
| The Chronicles of Narnia: The Lion, the Witch and the Wardrobe | Nintendo DS, Game Boy Advance                | 2005        |
| The Sims 2                                                     | Nintendo DS, Game Boy Advance                | 2005        |
| Lego Star Wars: The Video Game                                 | Game Boy Advance                             | 2005        |
| Robots                                                         | Nintendo DS, Game Boy Advance                | 2005        |
| The Urbz: Sims in the City                                     | Nintendo DS, Game Boy Advance                | 2004        |
| The Lord of the Rings: The Third Age                           | Game Boy Advance                             | 2004        |
| Digimon Racing                                                 | Game Boy Advance                             | 2004        |
| Crushed Baseball                                               | Game Boy Advance                             | 2004        |
| Гаррі Поттер і в'язень Азкабану                                | Game Boy Advance                             | 2004        |
| The Sims Bustin' Out                                           | Game Boy Advance                             | 2003        |
| James Bond 007: Everything or Nothing                          | Game Boy Advance                             | 2003        |
| The Lord of the Rings: The Return of the King                  | Game Boy Advance                             | 2003        |
| Daredevil                                                      | Game Boy Advance                             | 2003        |
| Гаррі Поттер і Таємна кімната                                  | Game Boy Color                               | 2002        |
| The Lord of the Rings: The Two Towers                          | Game Boy Advance                             | 2002        |
| Гаррі Поттер і філософський камінь                             | Game Boy Color, Game Boy Advance             | 2001        |
| All-Star Baseball 2001                                         | Game Boy Color                               | 2000        |